# Kinderbuchverlag Wolff
Der Kinderbuchverlag Wolff war ein auf Bilder- und Kinderbücher spezialisierter Verlag mit Sitz in Frankfurt am Main. 
Er wurde 2005 gegründet und verlegte unter anderen Jean-Jacques Sempé, Xavier Naidoo, Martin Baltscheit, Rio Reiser und Manuela Olten.
Ein Schwerpunkt des Verlages war die Förderung und das Verlegen von Zeichnern, Autoren, Musikern und Nachwuchskünstlern aus dem deutschsprachigen Raum. Mit diesen Originalausgaben hatte der Verlag viele Auszeichnungen erhalten, beispielsweise für das Buch „Die Elefantenwahrheit“ den Preis der Stiftung Buchkunst „eines der schönsten Bücher Deutschlands“ oder für „Rotkäppchens List“ den Bologna Ragazzi Award.
Geleitet wurde der Verlag von Gründer und Inhaber Thomas Wolff. 2006 gewann der Verlag den Buchmarkt-Award, eine renommierte Auszeichnung der Buchbranche, in der Kategorie „Newcomer des Jahres“. Der Verlag wurde am 9. Januar 2018 aus dem Handelsregister gelöscht.

## Bekannte Autoren, Illustratoren und Musiker des Verlags
- Martin Baltscheit
- Michael Fuchs
- Xavier Naidoo
- Rio Reiser
- Marie Hübner
- Lilli Messina
- Christoph Mett
- Manuela Olten
- Ulrike Persch
- Lena Hesse